# Прокудины-Горские
Прокудины-Горские (Прокудины) — древний дворянский род.
При подаче документов (1686) для внесения рода в Бархатную книгу, были предоставлены: родословная роспись Прокудиных, семь указных грамот (1609—1610) и древнейшая (1515—1533) жалованная грамота Василия III данная Фунику Прокофьевичу Прокудину в Тепринском стане Костромского уезда.
В Гербовник внесены две фамилии:
1. Прокудины-Горские, потомство Петра Горского, выехавшего из Золотой Орды к великому князю Дмитрию Донскому (Герб. Часть XII. № 41).
2. Горские, потомство Якова Францовича Горского, внесённого в дворянскую родословную книгу по привилегиям (Герб. Часть XIV. № 32)[2].

Внук Петра, Прокофий Алферьевич, имел прозвание Прокуда, от которого потомки его приняли фамилию Прокудиных, изменённую в Прокудины-Горские (1792).
Род Прокудиных-Горских внесён в родословные книги Московской и Владимирской губерний.

## Происхождение и история рода
Потомство одного из воевод Куликовской битвы (1380) Петра Горского, вышедшего, по сказаниям старинных родословцев, из Золотой Орды. По семейному преданию, Великий князь Дмитрий Иванович, оценив преданность и храбрость Петра, отдал ему в жёны одну из княжон династии Рюриковичей, которую звали Мария, а также наделил «вотчиной, Гора называемой».
Семён и Григорий Ивановичи Прокудины убиты при взятии Казани (1552), их имена занесены в синодик московского Успенского собора на вечное поминовение.
В битве при Молодях (июль 1572) погиб нижегородец Семейка Ширяев княж Горский, указан с княжеским титулом.
Михаил Горский — судья на Земском соборе (1573).
Максим Худяков убит при осаде Смоленска (1634).
Степан Горский владел поместьем в Костромском уезде (1651).
Василий Иванович Прокудин — воевода в Суздале (1664) при царе Алексее Михайловиче.
Василий Стахеевич — стряпчий Кормового дворца и помещик в Можайском и Ярославском уездах (1679—1689).
Яков Иванович владел поместьем в Можайском уезде (1679).
Двое представителей рода владели населёнными имениями (1699).

## Описание гербов

#### Герб Прокудиных 1785 г.
В гербовнике Анисима Титовича Князева 1785 года имеется печать с гербом беллетриста, драматического писателя и переводчика времён императрицы Екатерины II Михаила Ивановича Прокудина: в серебряном поле щита овальной формы, вертикально расположена широкая синяя полоса, деля щит на две равные части. В правой части изображены коричневые весы, а в левой части вверху пятиконечная звезда, внизу которой расположен полумесяц, рогами вправо. Над щитом дворянский коронованный шлем. Щитодержатели: два дикаря с дубинами. Намёт — отсутствует.

#### Герб. Часть XIV. № 32.
Герб коллежского советника Антона Горского: в красном щите вертикально два серебряных наконечника от стрел: один — остриём вверх, второй — вниз. Над щитом дворянский коронованный шлем. Нашлемник — павлин с распущенным хвостом, держит в клюве серебряную сломанную стрелу. Намёт красный с серебром.

#### Герб. Часть XII. № 41.
Герб Прокудиных-Горских: чёрный щит рассечён волнообразной серебряной линией на две равные части. В правой части изображены вверху золотая пятиконечная звезда, внизу золотой полумесяц вправо, в левой — золотые весы.
Щит увенчан дворянским шлемом с короной. Нашлемник: золотой полумесяц. Намёт: справа чёрный с серебром, слева — чёрный с золотом.
Михаил Николаевич Прокудин-Горский писал в 1880 году: «Герб нашей фамилии означает: звезда и луна — происхождение от татар, весы — вероятно, служба кого-нибудь в Судном приказе, а река Непрядва — участие в Куликовской битве».

## Известные представители
- Прокудин Яков Семёнович — получил похвальную грамоту царя Василия Ивановича за успешные действия против тушинских отрядов в районе Нижнего Новгорода (1609), воевода во Владимире (апрель 1610), Суздале (апрель-май 1610), Гороховце (июнь 1610), Арзамасе (июнь 1610)[1].
- Прокудины: Елизар и Григорий Юрьевичи — Юрьева-Польского городовые дворяне (1627—1629).
- Прокудин Матвей Григорьевич — стряпчий (1658—1676).
- Прокудин Леонтий Иванович — стряпчий (1659—1676).
- Прокудин Андрей Петрович — московский дворянин (1679—1692).
- Прокудин Никита Матвеевич — стольник царицы Прасковьи Фёдоровны (1686—1692)[10].
- Михаил Иванович Прокудин-Горский (1744—1812) — русский драматург.
- Сергей Михайлович Прокудин-Горский (1863—1944) — русский фотограф, химик (ученик Менделеева), изобретатель, издатель, педагог и общественный деятель.